# Barbari (AMC Area)
Barbari (AMC Area) là một thị trấn thống kê (census town) của quận Dibrugarh thuộc bang Assam, Ấn Độ.

## Nhân khẩu
Theo điều tra dân số năm 2001 của Ấn Độ, Barbari (AMC Area) có dân số 5282 người. Phái nam chiếm 63% tổng số dân và phái nữ chiếm 37%. Barbari (AMC Area) có tỷ lệ 80% biết đọc biết viết, cao hơn tỷ lệ trung bình toàn quốc là 59,5%: tỷ lệ cho phái nam là 84%, và tỷ lệ cho phái nữ là 73%. Tại Barbari (AMC Area), 11% dân số nhỏ hơn 6 tuổi.